# Montréal (Yonne)
Pour les articles homonymes, voir Montréal (homonymie).
Montréal est une commune française située dans le département de l'Yonne en région Bourgogne-Franche-Comté, dans la région naturelle de l'Avallonnais. Les habitants se nomment les Montréalais et Montréalaises.

## Géographie
Montréal est située au sommet d'une colline qui surplombe la rive gauche du Serein : même lors de faibles crues, les prairies avoisinantes, dont les sols argilo-calcaires sont composés d'alluvions, sont souvent recouvertes par les eaux.
La bourgade se situe à environ 10 km à l'est d'Avallon.

### Communes limitrophes

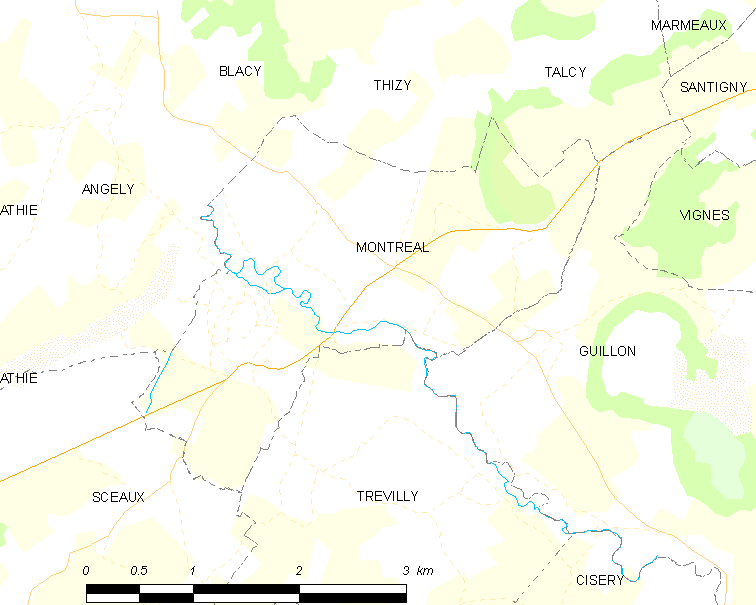
Carte de la commune de Montréal et des proches communes.

### Climat
Pour des articles plus généraux, voir Climat de la Bourgogne-Franche-Comté et Climat de l'Yonne.
En 2010, le climat de la commune est de type climat océanique dégradé des plaines du Centre et du Nord, selon une étude du Centre national de la recherche scientifique s'appuyant sur une série de données couvrant la période 1971-2000. En 2020, Météo-France publie une typologie des climats de la France métropolitaine dans laquelle la commune est exposée à un climat océanique altéré et est dans la région climatique  Lorraine, plateau de Langres, Morvan, caractérisée par un hiver rude (1,5 °C), des vents modérés et des brouillards fréquents en automne et hiver. 
Pour la période 1971-2000, la température annuelle moyenne est de 10,5 °C, avec une amplitude thermique annuelle de 16 °C. Le cumul annuel moyen de précipitations est de 756 mm, avec 11 jours de précipitations en janvier et 7,8 jours en juillet. Pour la période 1991-2020, la température moyenne annuelle observée sur la station météorologique de Météo-France la plus proche, « St André », sur la commune de Saint-André-en-Terre-Plaine à 7 km à vol d'oiseau, est de 11,3 °C et le cumul annuel moyen de précipitations est de 849,9 mm. 
La température maximale relevée sur cette station est de 41,3 °C, atteinte le 24 juillet 2019 ; la température minimale est de −16 °C, atteinte le 20 décembre 2009,,. 
Les paramètres climatiques de la commune ont été estimés pour le milieu du siècle (2041-2070) selon différents scénarios d'émission de gaz à effet de serre à partir des nouvelles projections climatiques de référence DRIAS-2020. Ils sont consultables sur un site dédié publié par Météo-France en novembre 2022.

## Urbanisme

### Typologie
Au 1er janvier 2024, Montréal est catégorisée commune rurale à habitat dispersé, selon la nouvelle grille communale de densité à sept niveaux définie par l'Insee en 2022.
Elle est située hors unité urbaine. Par ailleurs la commune fait partie de l'aire d'attraction d'Avallon, dont elle est une commune de la couronne,. Cette aire, qui regroupe 74 communes, est catégorisée dans les aires de moins de 50 000 habitants,.

### Occupation des sols
L'occupation des sols de la commune, telle qu'elle ressort de la base de données européenne d’occupation biophysique des sols Corine Land Cover (CLC), est marquée par l'importance des territoires agricoles (91,6 % en 2018), en diminution par rapport à 1990 (95,3 %). La répartition détaillée en 2018 est la suivante : 
prairies (55,2 %), terres arables (36,4 %), zones urbanisées (3,7 %), milieux à végétation arbustive et/ou herbacée (3,4 %), forêts (1,3 %). L'évolution de l’occupation des sols de la commune et de ses infrastructures peut être observée sur les différentes représentations cartographiques du territoire : la carte de Cassini (XVIIIe siècle), la carte d'état-major (1820-1866) et les cartes ou photos aériennes de l'IGN pour la période actuelle (1950 à aujourd'hui).

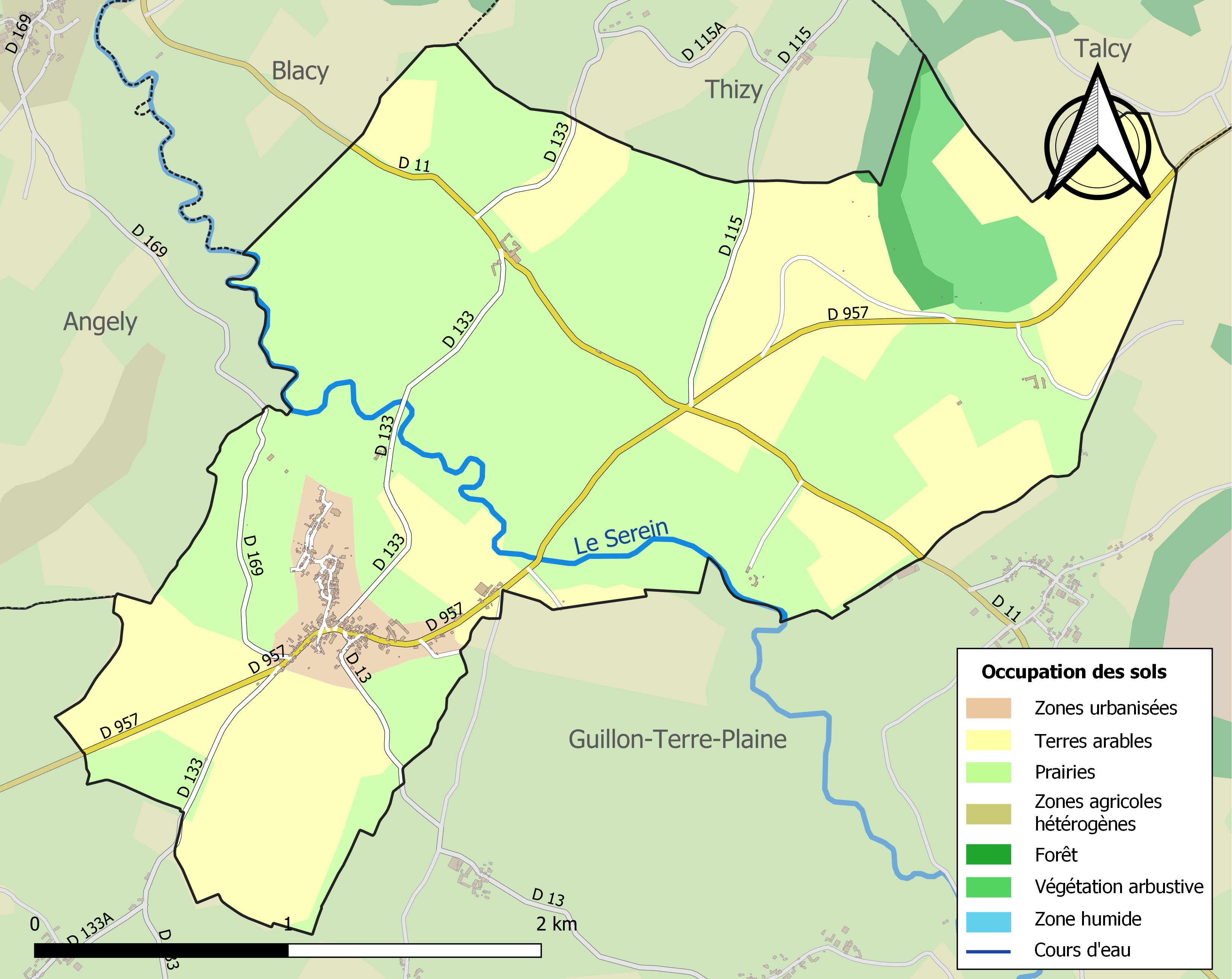
Carte des infrastructures et de l'occupation des sols de la commune en 2018 (CLC).

## Toponymie
Dans les textes, elle apparaît sous les noms de Mons Regalis (« mont royal ») puis Mont-Réau ou Mont-Réal, et enfin Montréal. À la Révolution, elle fut débaptisée quelques années et reçut le nom de Mont-Serein.

## Histoire

### Les origines
La légende veut que le nom de Montréal remonte à l'époque mérovingienne. La reine Brunehilde, régente des royaumes d'Austrasie et de Bourgogne, possédait un domaine à Époisses. D'après l'historien Courtépée, elle aurait séjourné à Montréal avec son petit-fils, le roi Thierry, à la fin du VIe siècle :
« La Reine Mère et son petit-fils Thierry s'y rendaient depuis Époisses. C'est peut-être de ce séjour que ce lieu aura changé son nom celtique en celui de Mons Regalis. »
Quoi qu'il en soit, le village devait être édifié près d'une motte castrale couronnant la colline, et dont il ne reste aucun vestige. Courtépée croit avoir retrouvé la trace de cette première forteresse, qui fut assaillie par les Vikings vers 888 :
« Un vieux manuscrit dit qu'elle fut ruinée par les Normands ou les Hongres, et rebâtie par Anséric Ier qui la place auprès de l'église, sur le sommet de la montagne. »
Ce prénom d'Anséric qui apparaît dans l'histoire au XIe siècle est celui d'une puissante famille dont la grandeur et la décadence seront intimement liées à celles de Montréal, pendant plusieurs siècles.

### Les Anséric (XIesiècleauXIIIesiècle)

Blason des Anséric

Vers l'An Mil, Montréal est déjà une seigneurie importante. Elle occupe une position stratégique entre le duché de Bourgogne et le comté de Champagne dont elle dépend, et un vaste territoire constitué des comtés de Nevers, Auxerre et Tonnerre, soutenu par le roi.
Mais elle suscite également la convoitise et subit les assauts de ses puissants voisins. Ainsi, au début du XIe siècle, elle est assiégée plusieurs fois par le comte de Nevers, Landry, sans qu'il réussisse à percer ses défenses.

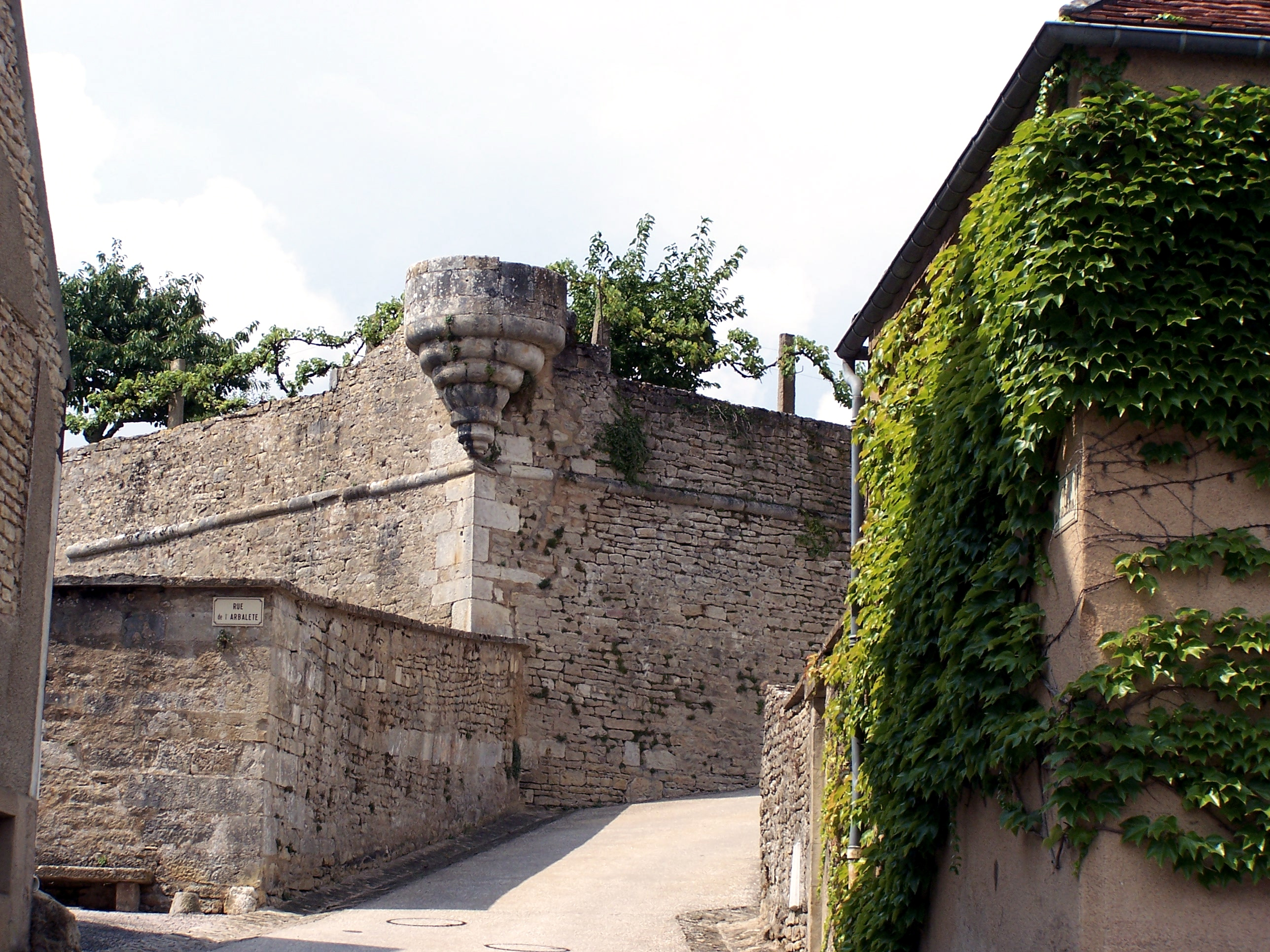
Le "carcasson" - vestige d'une échauguette

Les seigneurs de Montréal renforcent les murailles : progressivement la pierre remplace le bois, un mur d'enceinte avec ses portes fortifiées ceinture la ville, un château s'élève au sommet de la colline.
Bien protégée, Montréal profite pleinement de l'essor des XIe siècle et XIIe siècle : le commerce et les foires se développent, la population augmente rapidement. Cette prospérité permet à Montréal de devenir une véritable ville, au point de rivaliser avec Avallon. En 1128, dix-huit ans après Avallon, les habitants se voient accorder par leur seigneur une charte d'affranchissement.

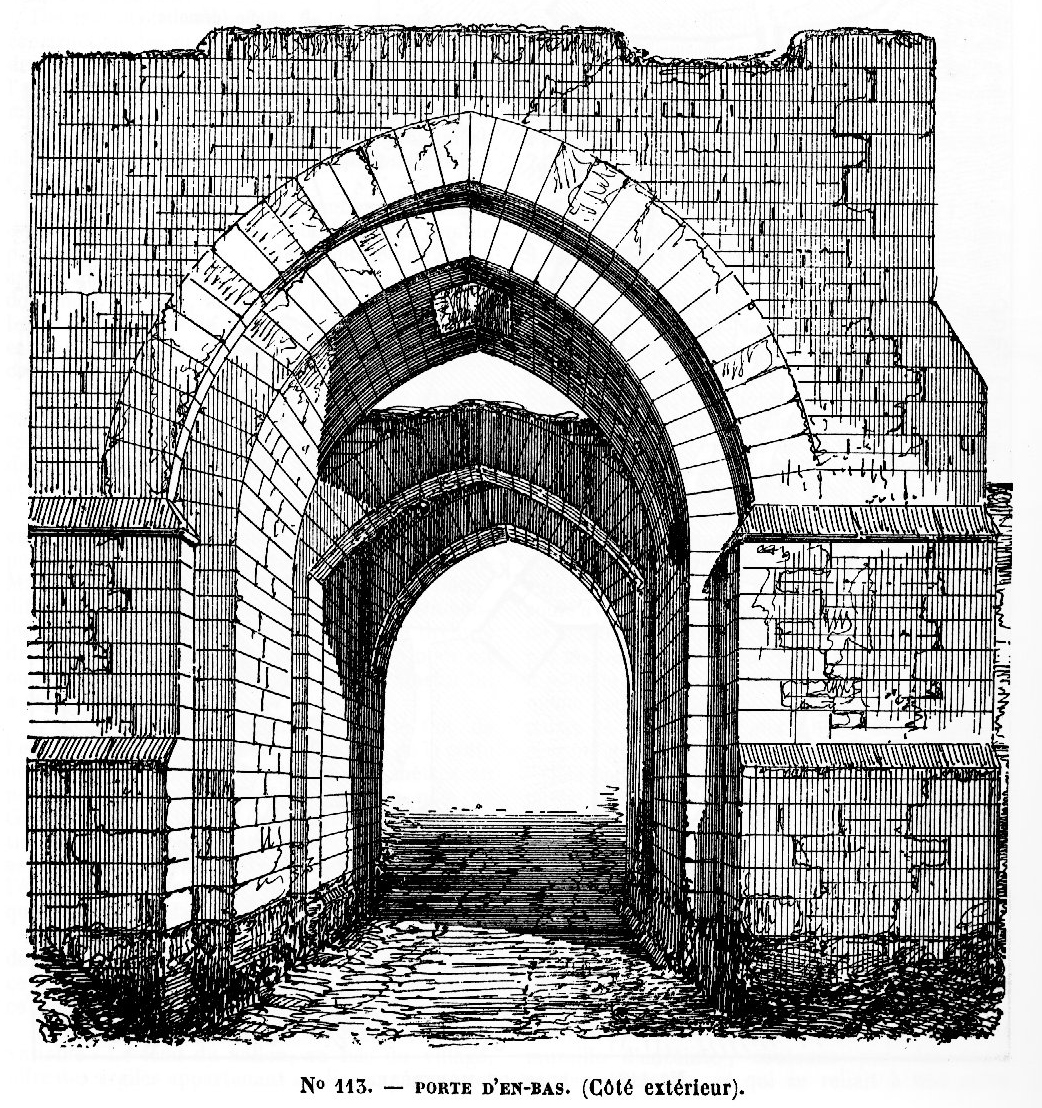
La porte d'En-bas (dessin de Victor Petit)

Fidèles vassaux du duc de Bourgogne et du comte de Champagne, les Anséric s'attirent les bonnes grâces de l'un comme de l'autre et agrandissent ainsi leurs domaines. Ils possèdent L'Isle-sous-Montréal. Au XIIe siècle, ils accèdent aux premières places du duché : en 1147, Anséric III accompagne le duc à la croisade. À son retour, il reçoit la fonction de sénéchal de Bourgogne. En 1170, Anséric IV épouse Sybille, nièce du duc Eudes II, puis participe à la troisième croisade où il trouve la mort au siège de Saint-Jean-d'Acre.
Les Anséric sont également de grands bâtisseurs et Montréal en garde aujourd'hui encore la trace. Anséric Ier fonde le prieuré Saint-Bernard, établissement construit au bord de la route entre Avallon et Montbard, et voué à l'hospitalité des voyageurs. Anséric III, de retour de croisade en 1150, entreprend la construction près de son château d'une église collégiale dédiée à Notre-Dame, en accomplissement d'un vœu fait lors de son départ. La construction sera achevée par Anséric IV.
En 1228, Anséric VI de Montréal accorde aux habitants de Montréal une charte d'affranchissement qui leur offre de grandes immunités
Mais la lignée des Anséric connaît la déchéance lorsqu'en 1255, le roi saint Louis ordonne au duc de Bourgogne Hugues IV de mettre fin aux agissements de son vassal. En effet, Anséric VII s'était fait connaître comme un seigneur pillard, au point de s'attirer la colère du roi de France. Dépossédé de ses biens et domaines, il termine ses jours dans la forteresse de Châtel-Gérard. Agnès de Montréal, fille de Jean de Montréal (un proche parent d'Anséric VII : son frère ?), qui avait épousé Eudes Besors de Villarnoult, céda tous ses droits sur la châtellenie de Montréal en 1292, au Duc de Bourgogne, pour cinq cents livres.

### Les ducs de Bourgogne
- Les ducs Capétiens

La seigneurie de Montréal échoit alors à Hugues, fils cadet du duc Hugues IV et demi-frère du duc Robert II. Hugues, qui était également vicomte d'Avallon, fait du château de Montréal sa résidence principale, il est dès lors connu sous le nom d'Huguenin de Montréal. Il meurt en 1288, et en 1291 Montréal est annexé au duché. C'en est fini de son indépendance. Désormais les ducs nommeront des capitaines chargés de la défense du château et de la ville, tandis qu'eux-mêmes y séjourneront de temps à autre.
Au XIVe siècle s'ouvre une période sombre pour la France : en 1337 débute la guerre de Cent Ans. Période sombre pour Montréal tout particulièrement, en raison de sa position stratégique entre le duché de Bourgogne et le domaine royal.

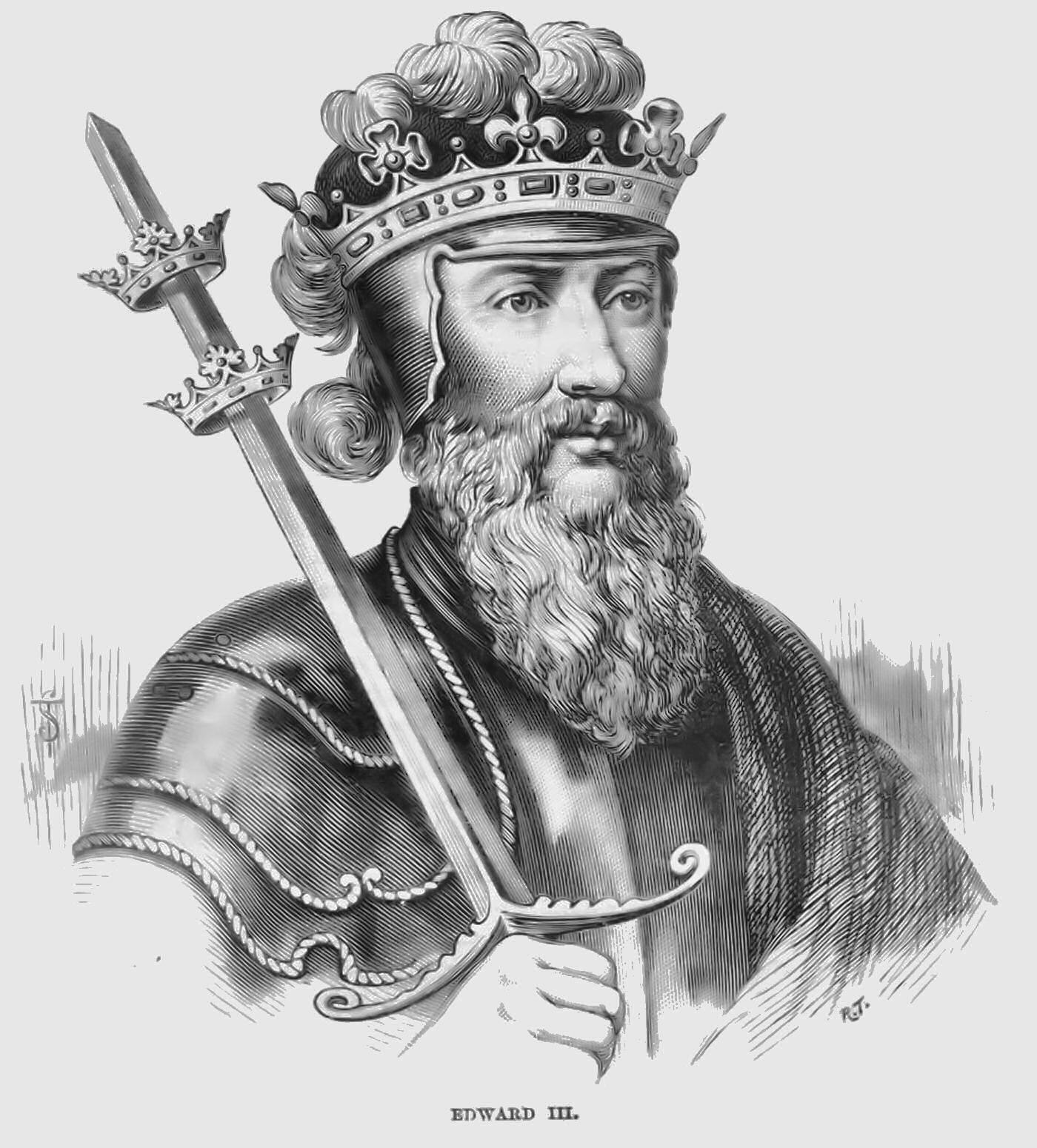
Édouard III d'Angleterre

Tandis que le roi de France Jean II le Bon est prisonnier à Londres depuis la défaite de Poitiers en 1356, le roi d'Angleterre Édouard III revendique la couronne de France. En octobre 1359, il débarque à Calais et chevauche jusqu'à Reims. Mais la chevauchée anglaise échoue devant la ville du sacre (janvier 1360).
Édouard conduit alors son armée par Châlons, prend Tonnerre, épargne Noyers mais ravage Montréal dont une partie des habitants est massacrée. Tandis que les Anglais s'installent dans la région, le duc de Bourgogne Philippe de Rouvres et le roi d'Angleterre se rencontrent au château de Guillon. Ils signent le 10 mars 1360 le traité de Guillon entre l'Angleterre et la Bourgogne : pour éviter le pillage de son duché, Philippe de Rouvre s'engage à verser 200 000 moutons d'or (d'où le nom de « traité des moutons d'or »).
Après un nouvel échec devant Paris, Édouard regagne l'Angleterre. Les deux parties sont alors contraintes à une négociation qui aboutira au traité de Brétigny (mai 1360).
- Les ducs Valois

Le maître de Montréal, le jeune duc Philippe de Rouvres meurt de la peste l'année suivante (novembre 1361). Âgé de 15 ans, il n'a pas eu le temps de s'assurer une descendance. Avec lui s'éteint la maison capétienne de Bourgogne. Le roi de France Jean le Bon reprend alors le duché de Bourgogne. En 1363, il le remet en apanage à son quatrième fils, Philippe, connu sous le nom de Philippe le Hardi, surnom que lui a valu à 14 ans sa bravoure à la bataille de Poitiers. Il est le premier des ducs Valois de Bourgogne, sous lesquels la Bourgogne va connaître une puissance et un prestige inégalés, les historiens parlant même d'État bourguignon.
Mais Montréal continue à pâtir des troubles, avec le développement de la guerre entre les Armagnacs et les Bourguignons au début du XVe siècle. Elle est successivement prise et reprise par les deux parties en conflit, pillée et ses habitants massacrés. Car les armées d'alors sont en grande partie composées de mercenaires : grandes compagnies et écorcheurs, qui n'hésitent pas à ravager des régions entières, dès qu'une paix est signée et qu'ils sont privés d'employeurs.
Ainsi, les Armagnacs s'en emparent en 1423 après la bataille de Cravant et y demeurent quelque temps. En 1441, les Écorcheurs prennent la ville et causent de grands dégâts. En un siècle, décimée par la guerre, la famine et la peste, Montréal a perdu plus de la moitié de sa population.

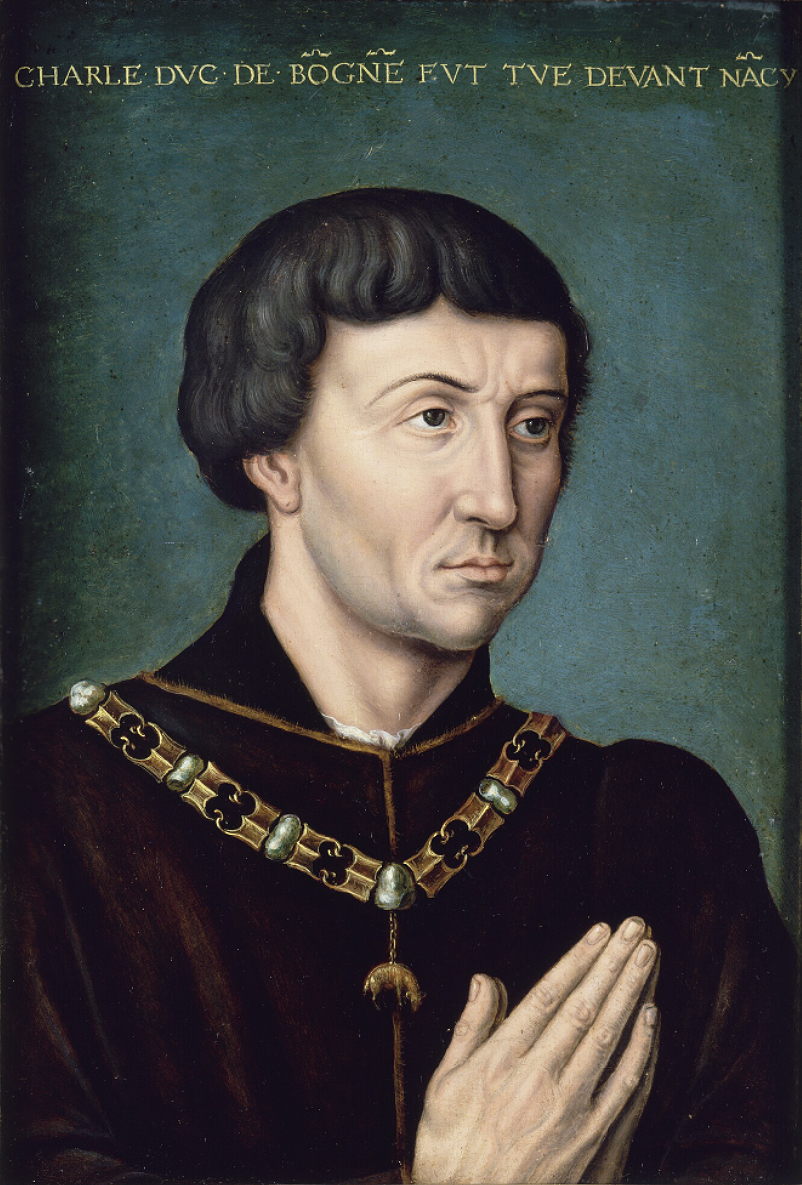
Charles le Téméraire

Après Philippe II le Hardi, Jean sans Peur et Philippe III le Bon, Charles le Téméraire devient duc à son tour en 1467. Mais la Bourgogne vit ses dernières années de grandeur et d'indépendance. En effet, le duc Charles trouve la mort en 1477, lors du siège de Nancy. Pour sauver ce qui peut l'être des nombreuses provinces de l'État bourguignon, sa fille et unique héritière Marie de Bourgogne épouse Maximilien Ier de Habsbourg, futur empereur germanique. Le roi de France Louis XI, de son côté, annexe le duché de Bourgogne et la Picardie.
Avec d'autres cités bourguignonnes, Montréal se soulève contre la domination française au printemps 1478 et marque sa fidélité à la duchesse Marie et à Maximilien. Parti de Dijon le 26 juin, ce mouvement populaire connu sous le nom de « mutemaque » gagne Beaune, Semur, Châtillon, Seurre, Chalon, Tournus. C'est l'ensemble du duché qui s'embrase, mais en vain. Contre son gré, Montréal change une nouvelle fois de maître.

### DuXVIesiècleauXVIIIesiècle

La Bourgogne est désormais rattachée directement à la Couronne, et Montréal perd ainsi l'importance que lui donnait sa position stratégique aux frontières du duché. Elle n'a plus dès lors que des seigneurs engagistes, qui acquièrent du domaine royal les revenus de la châtellenie sans en être propriétaire.

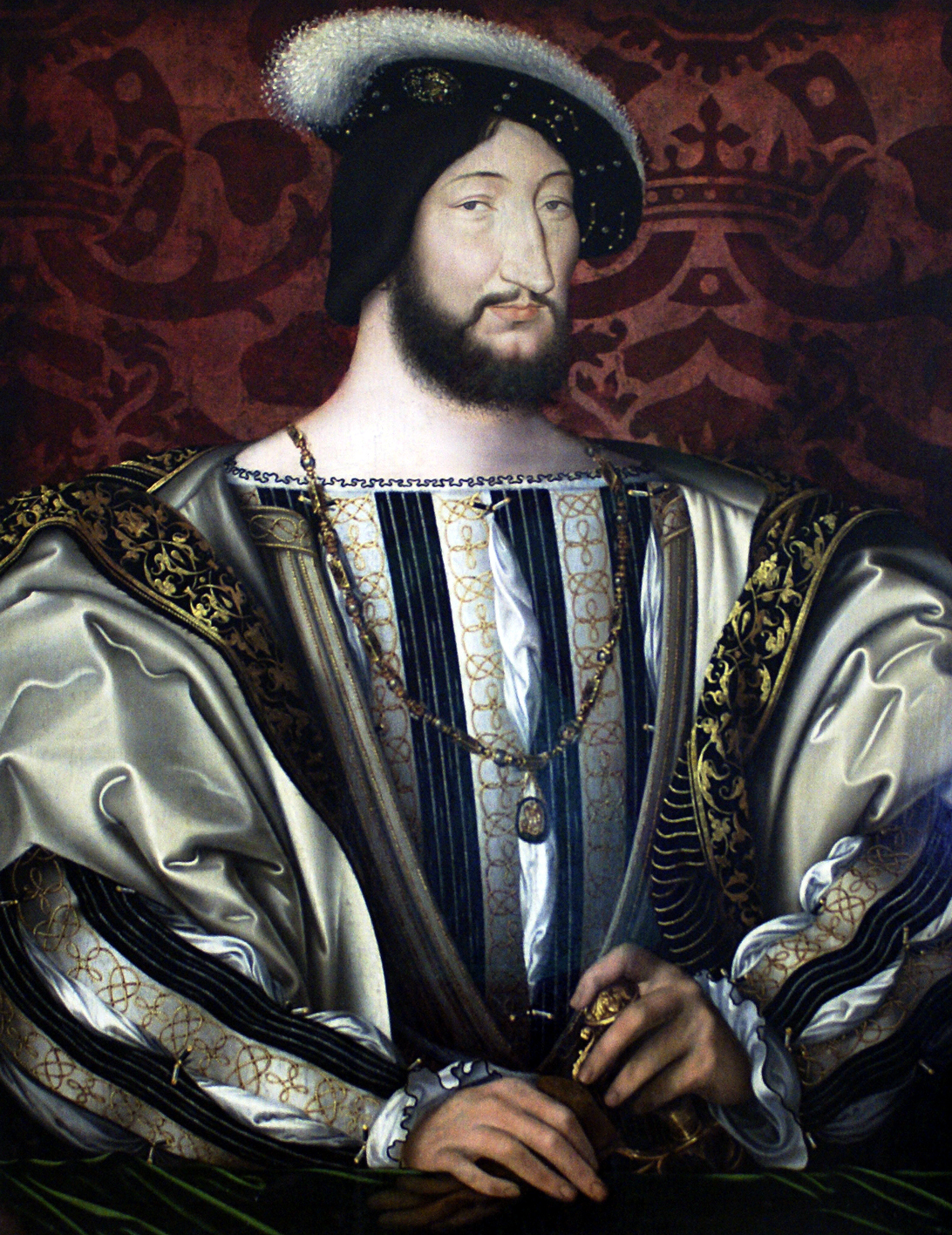
François Ier

Dans la première moitié du XVIe siècle, la petite cité retrouve un peu de sa gloire passée. En 1521, elle accueille François Ier. En 1529, le roi revient pour y présider les états de Bourgogne. Il confirme la charte d'affranchissement et les privilèges des habitants. Il fera également un don au chapitre de la collégiale, qui aurait permis la réalisation des stalles sculptées. Les armoiries de Montréal gardent la trace de ces bienfaits puisque la salamandre — emblème choisi par François Ier — y figure. Une salamandre en bas-relief est encore visible sur une pierre sculptée près de la mairie, provenant — d'après Courtépée — de l'ancienne halle construite à cette époque.

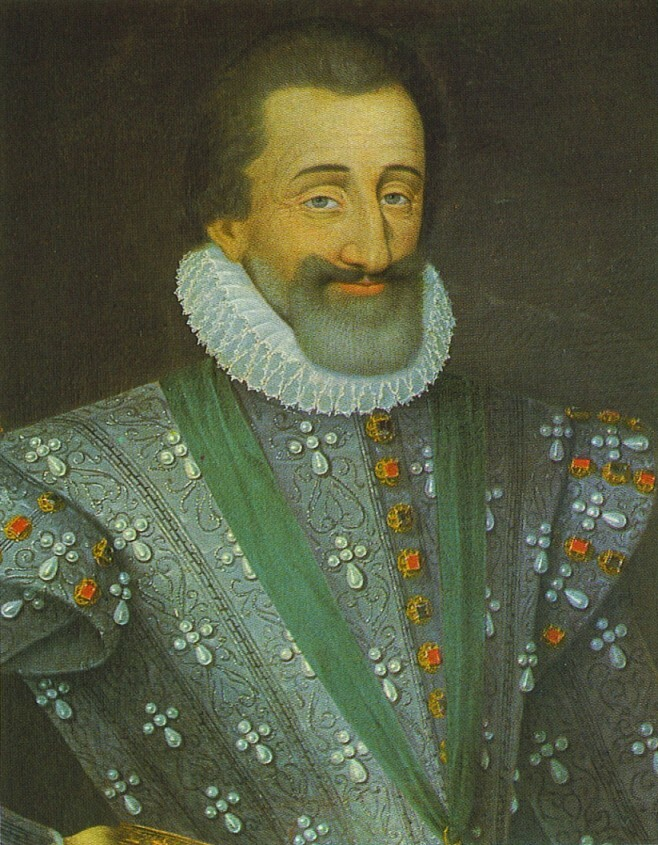
Henri IV

Mais quelques années plus tard, les guerres de religion déchirent la France. Sous le règne de Charles IX, Montréal se range dans le camp huguenot. Elle reste fidèle à Henri de Bourbon, lorsqu'il accède au trône en 1589, sous le nom de Henri IV. Elle est ainsi l'une des rares places royalistes de Bourgogne pendant les troubles de la Ligue. Pourtant au début de l'année 1590, les ligueurs s'emparent de Montréal, profitant de l'absence de François de la Magdelaine, seigneur de Ragny et gouverneur de Montréal. Mais la dame de Ragny, son épouse, rassemble la garnison du château et reprend la ville par surprise.

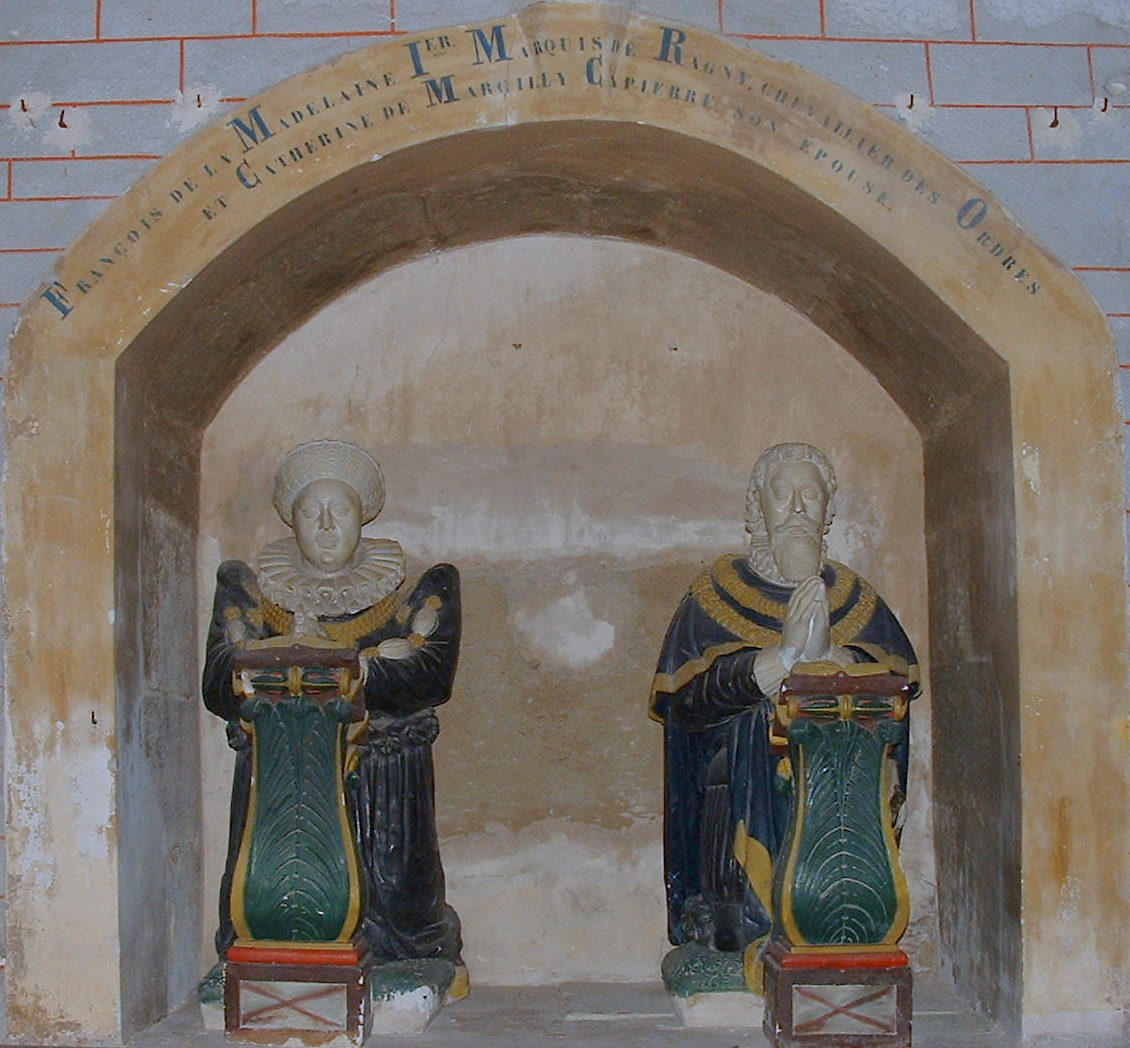
Le marquis de Ragny et son épouse

De 1589 à 1594, elle devient le siège du bailliage à la place d'Avallon, ainsi qu'un refuge pour les royalistes avallonnais. Durant cette période, de nombreuses escarmouches opposent habitants de Montréal et d'Avallon, faisant des morts dans chaque camp.
Une fois le calme revenu et la France pacifiée, Henri IV récompense François de la Magdelaine en le faisant marquis de Ragny, et en lui accordant la châtellenie de Montréal (1597). En 1599, le roi ordonne le démantèlement du château, et l'abaissement des remparts de 7 toises (13 mètres environ). Cette ordonnance royale signe la fin du rôle militaire de Montréal, malgré la fidélité dont elle avait fait preuve.
L'ancienne cité des Anséric n'est plus au XVIIe siècle qu'un bourg agricole et viticole que le mauvais état des chemins rend souvent inaccessible. Membre du marquisat de Ragny, elle est passée par mariage en 1632 à François de Bonne de Créquy, duc de Lesdiguières puis à ses descendants (cf. Archives de la Côte-d'Or : Cour des Comptes de Bourgogne, p. 307).

### Révolution française
Lorsque l'administration révolutionnaire se met en place, Montréal est encore un bourg de quelque importance, avec ses 600 habitants. En octobre 1790, un canton est donc créé, qui comprend Bierry-les-Belles-Fontaines, Blacy, Marmeaux, Talcy, Sceaux, Thizy, Trévilly et Athie ; avec Montréal comme chef-lieu. En 1795, Sauvigny-le-Bois lui est rattaché. Mais le canton manque de bois, les carrières de pierre ont été fermées et il ne possède pas de manufacture. Les chemins qui mènent au chef-lieu de canton sont en très mauvais état et souvent inondés, quasiment impraticables à la mauvaise saison. Le pont sur le Serein est en état de grand délabrement, il finit par s'effondrer en 1798 et il faudra attendre plusieurs années avant sa réparation. La région de Montréal est décrite comme un « pays isolé, aquatique et sans commerces » !
En effet, Montréal ne possède plus de marché et il s'y tient seulement cinq foires annuelles, peu fréquentées où l'on vend un peu de bétail mais pas de grain. Les édiles municipaux, conscients de cette faiblesse et profitant des libertés nouvelles, s'efforcent de développer le commerce et les échanges en établissant un marché et de nouvelles foires. Mais à cause de la médiocrité des routes, de la faiblesse de la population et sa pauvreté, ainsi que des réticences des fonctionnaires avallonnais, ces efforts restent vains.
Le chapitre de la collégiale, fondé par Anséric I en 1068, comprend depuis sa fondation dix chanoines. Il possède des biens et terres, et perçoit la dîme prélevée sur les villages alentour. Une loi révolutionnaire supprime la dîme tandis que les biens sont confisqués au profit de la Nation, puis vendus ou loués comme biens nationaux. En contrepartie, les ecclésiastiques du village perçoivent du département une rente annuelle à partir de 1790. En décembre 1790, la constitution civile du clergé est promulguée, et en février 1791, le curé de Montréal prête serment « d'être fidèle à la Nation, à la Loi et au Roi ».
En 1793, alors que les premières années de la Révolution avaient plutôt été vécues dans le calme à Montréal, la proclamation de l'An I de la République marque un tournant. La municipalité reçoit du procureur d'Avallon l'ordre de faire disparaître tout ce qui peut rappeler la féodalité et le royalisme ; et notamment de changer le nom de Montréal (Mont Royal) qu'on juge trop suspect. La municipalité choisit alors le nom de Mont-Serein. Un autre décret prévoit l'internement des ecclésiastiques non fonctionnaires publics, dans l'ancien couvent des Visitandines d'Avallon. La municipalité met alors en œuvre tous les recours possibles pour leur éviter la réclusion. Ayant reçu l'ordre de détruire toutes les croix de la commune, elle préfère les faire démonter et entreposer au cimetière. En fait, tout le village, ou presque, continue à pratiquer le culte catholique. Cela lui vaut le surnom – bien exagéré - de « petite Vendée ».
En 1794, jugée trop favorables aux catholiques, la municipalité est épurée. Dès lors, au gré des changements politiques parisiens qui se répercutent dans l'administration départementale, les maires et les conseillers vont se succéder.

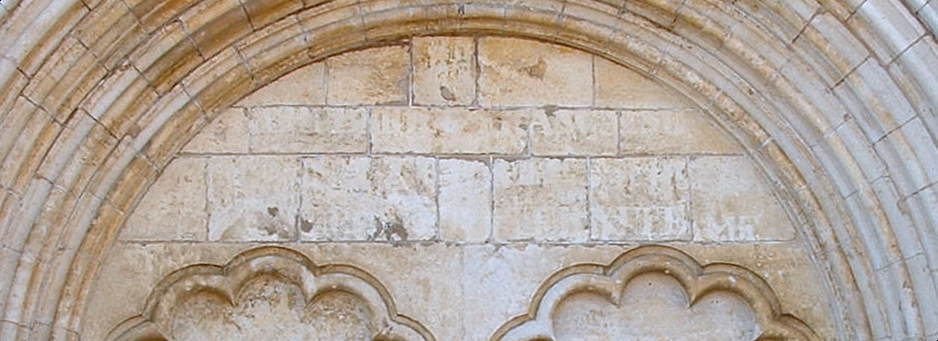
Les inscriptions sur le tympan

Une campagne de déchristianisation est mise en place (loi du 18 floréal, an II) : les églises deviennent des temples voués au culte républicain de l'Être suprême, le repos des dimanches et fêtes religieuses est interdit et remplacé par les décadi et les fêtes nationales. Dans la collégiale, on fait disparaître quelques-unes des « vieilles stalles gothiques » et on déplace les autres, tandis qu'on brise le bas-relief du tympan pour y peindre « Le peuple français reconnaît l'Être suprême et de l'immortalité de l'âme » et « Liberté, égalité, fraternité », inscriptions qu'on devine encore aujourd'hui.
Mais le culte républicain est un échec. Les édiles de Mont-Serein le déplorent et mettent en cause les « fanatiques », sans toutefois prendre les mesures vigoureuses que réclame le district d'Avallon, dont dépend Mont-Serein.
Au début de l'année 1795, un arrêté est pris qui concerne toutes les communes de l'Yonne : le culte catholique est interdit dans les églises et les prêtres sont assignés à résidence au chef-lieu de district. Mais cette mesure est la dernière prise dans la région contre l'Église : quelques mois plus tard, une loi autorise les prêtres à exercer leur ministère, s'ils prêtent serment de soumission à la République. Des conditions sont prévues pour la célébration du culte catholique dans les églises : c'est une coexistence pacifique qui s'instaure.
Avec le Directoire et surtout le Consulat qui se mettent en place à Paris, le cours de la Révolution s'arrête partout en France.
En septembre 1800, le maire décide de rétablir l'ancien nom de la commune, prenant acte de ce que Mont-Serein ne s'était jamais imposé dans la population et pas toujours sur les documents officiels eux-mêmes…
En 1804, avec l'Empire, Montréal voit disparaître le dernier symbole du pouvoir qu'elle exerçait jadis sur les villages alentour : elle perd sa fonction de chef-lieu de canton et est rattachée au canton de Guillon.

### Héraldique
| Blason de Montréal | Les armes de Montréal se blasonnent ainsi : D'azur à bande ondée d'or avec deux salamandres de même. |

Il s'agit des armes des Anséric, auxquelles on a adjoint les salamandres en l'honneur de François Ier.

## Politique et administration
| Période   | Période  | Identité          | Étiquette | Qualité      |
| --------- | -------- | ----------------- | --------- | ------------ |
|           |          |                   |           |              |
| mars 2001 | 2020     | Gilbert Cassin    |           | Avocat       |
| 2020      | En cours | Michel Gchweinder |           | Ancien cadre |

## Démographie
L'évolution du nombre d'habitants est connue à travers les recensements de la population effectués dans la commune depuis 1793. Pour les communes de moins de 10 000 habitants, une enquête de recensement portant sur toute la population est réalisée tous les cinq ans, les populations de référence des années intermédiaires étant quant à elles estimées par interpolation ou extrapolation. Pour la commune, le premier recensement exhaustif entrant dans le cadre du nouveau dispositif a été réalisé en 2007.

En 2022, la commune comptait 166 habitants, en évolution de −11,23 % par rapport à 2016 (Yonne : −1,95 %, France hors Mayotte : +2,11 %).
| 1793 | 1800 | 1806 | 1821 | 1831 | 1836 | 1841 | 1846 | 1851 |
| ---- | ---- | ---- | ---- | ---- | ---- | ---- | ---- | ---- |
| 592  | 857  | 633  | 647  | 597  | 613  | 620  | 608  | 597  |

| 1856 | 1861 | 1866 | 1872 | 1876 | 1881 | 1886 | 1891 | 1896 |
| ---- | ---- | ---- | ---- | ---- | ---- | ---- | ---- | ---- |
| 554  | 550  | 511  | 540  | 515  | 526  | 532  | 535  | 515  |

| 1901 | 1906 | 1911 | 1921 | 1926 | 1931 | 1936 | 1946 | 1954 |
| ---- | ---- | ---- | ---- | ---- | ---- | ---- | ---- | ---- |
| 502  | 470  | 417  | 312  | 292  | 287  | 288  | 253  | 245  |

| 1962 | 1968 | 1975 | 1982 | 1990 | 1999 | 2006 | 2007 | 2012 |
| ---- | ---- | ---- | ---- | ---- | ---- | ---- | ---- | ---- |
| 237  | 265  | 216  | 191  | 173  | 181  | 195  | 197  | 191  |

| 2017 | 2022 | - | - | - | - | - | - | - |
| ---- | ---- | - | - | - | - | - | - | - |
| 182  | 166  | - | - | - | - | - | - | - |

## Vie associative

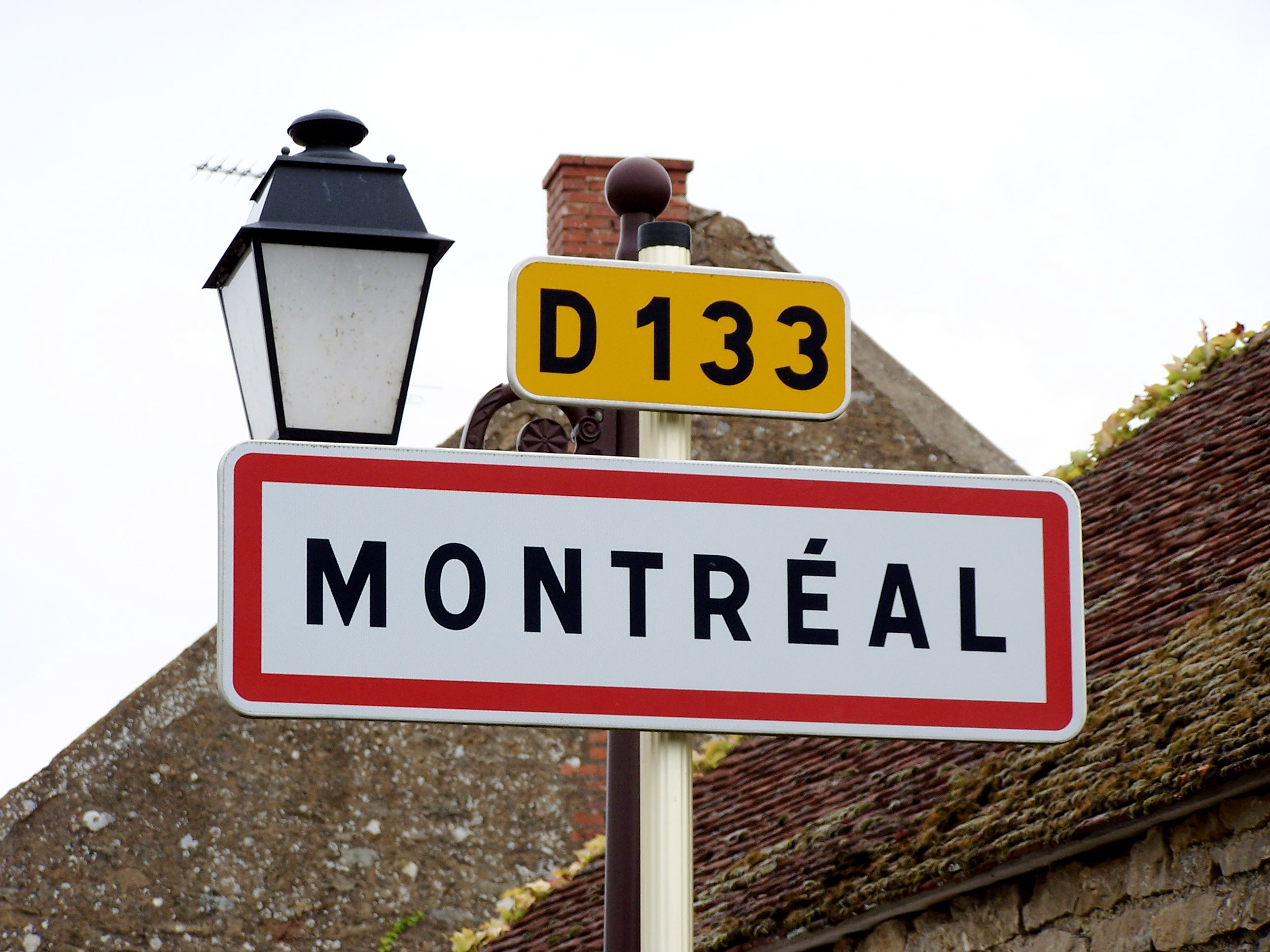
Panneau de la ville.

Malgré sa faible population, Montréal bénéficie d'une forte vitalité associative. Elle accueille ainsi une dizaine d'associations :
- la Société communale de chasse est la plus ancienne du village : elle a été fondée en 1946.
- Montréal Nature Loisirs s'intéresse à la traction animale et à la nature. Elle organise des randonnées en attelage et un marché de Noël.
- Les Amis de la Collégiale a été créée en 1990 par le père Garnier, afin de protéger et d'embellir le patrimoine culturel et religieux de la collégiale Notre-Dame.
- Ligne d'Horizon est une association culturelle. Depuis 2002, elle gère la bibliothèque et anime différentes activités dans la commune (initiation à l'informatique, exposition annuelle, soirée lecture, sorties, publication de brochures sur Montréal...).
- Le comité des fêtes organise un loto, un repas à thème, un vide-grenier en juillet et le Noël des enfants.
- Tourisme dans le canton de Guillon a pour mission la promotion du tourisme local, l'accueil et l'information des visiteurs.
- Montréal en Bourgogne représente la commune au sein de l'Association des Montréal de France, depuis 2005.
- Montréal en lumière, créée en 2006, a choisi de mettre en valeur le patrimoine et l'histoire de Montréal, en particulier par un spectacle de rue historique et gratuit, qui accueille des centaines de visiteurs à chaque représentation.
- la Confrérie Notre-Dame est la plus jeune des associations. Née en 2007 à l'initiative du père Arnaud Montoux, elle s'est donné pour but le culte de la Vierge Marie, par des prières et des pèlerinages.
- l'association du Château de Monthelon est un lieu pluridisciplinaire consacré à la recherche et à la création artistique, qui fonctionne sous forme de résidence d'artistes.

## Lieux et monuments

### Patrimoine religieux
- Collégiale Notre-Dame

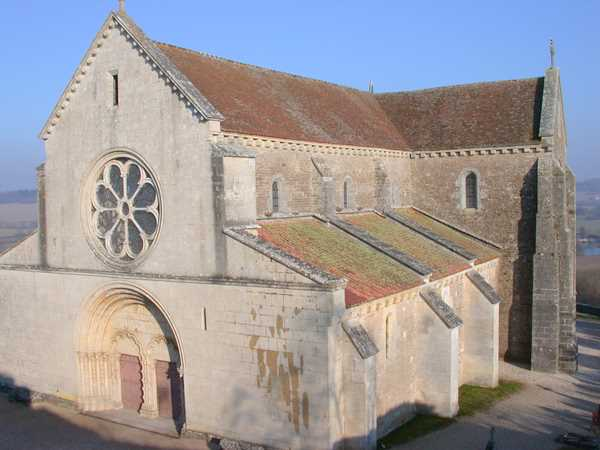

Elle fut construite au XIIe siècle par les Anséric, seigneurs de Montréal, au sommet de la colline et près de leur château.
Bâtie à une époque de transition entre le roman et le gothique, elle a été qualifiée de « véritable bijou architectural » par l'architecte Eugène Viollet-le-Duc à qui l'on doit sa restauration.
Elle abrite un ensemble de stalles sculptées du XVIe siècle.
- Prieuré Saint-Bernard

### Édifices civils

#### Les fortifications
On l'a dit, les premières fortifications de Montréal sont extrêmement anciennes. Il y eut probablement une motte castrale avec ses palissades de bois. On sait qu'elles résistèrent aux assauts de Landry, comte de Nevers. Les premiers remparts et tours en pierre sont l'œuvre des Anséric, qui ne cessèrent de renforcer les défenses de leur cité.
De nombreux vestiges sont encore visibles, ils datent pour les plus anciens des XIIIe siècle et XIVe siècle. En effet, les fortifications avaient beaucoup souffert des premiers combats de la guerre de Cent Ans, et le duc Hugues IV les fit remanier lorsque son fils Huguenin s'y installa. Des travaux importants furent également entrepris en 1557, un édit ordonnant la fortification des villes de Bourgogne, puis en 1589 sur les ordres de François de la Magdelaine, qui était gouverneur de la place-forte.
Une première enceinte entourait la ville basse, on y accédait par la porte d'en Bas, encore visible, et par la porte du Baile qui a disparu. Puis on montait jusqu'à une seconde enceinte, qui protégeait la ville haute, et dont l'entrée était commandée par la porte du Milieu avec bastion et échauguette (il subsiste le bastion et la base de l'échauguette). Une poterne (porte pour les piétons) donnait accès à la campagne. Enfin, sur le sommet de la colline était située la troisième enceinte avec le château et la collégiale. On peut voir la porte d'en Haut, qui donnait accès à cette dernière enceinte. La forteresse est donc naturellement protégée par des pentes raides, la pente la plus douce étant du côté de la ville et de ses remparts qui défendent l'approche du château.
Les quatre portes établies au XIIIe siècle, étaient des tours carrées surmontées de mâchicoulis et équipées de doubles portes et de herses en fer. Les remparts étaient renforcés par des tours rondes et carrées. En 1455, on en dénombrait 19.
À l'extérieur de ces fortifications s'étalaient les faubourgs, non protégés et donc les premiers pillés et incendiés dans les périodes de troubles.
En 1599, les fortifications furent démantelées sur ordre d'Henri IV, et tombèrent à l'abandon.

En 1870, Victor Petit décrit ainsi Montréal : 
« La vieille et importante église collégiale attire surtout l'attention ; le château des sires de Montréal s'élevait à peu de distance au nord-est de l'édifice religieux. Ces deux constructions si différentes étaient défendues par une forte muraille d'enceinte, soutenue par des tours rondes et carrées, et qui se reliait à une autre enceinte plus étendue contournant l'étroit plateau que formait le sommet de la colline. Une troisième enceinte plus développée encore s'abaissait légèrement sur la pente de la colline pour renfermer la ville ou du moins les habitations qui s'étaient agglomérées le long du chemin conduisant à la forteresse. »
| - La porte d'en Bas (extérieur). - La porte d'en Bas (extérieur). - La porte d'en Bas (intérieur). - Bastion et base de l'échauguette. - Le carcasson (base de l'échauguette). - Bastion et emplacement de la porte du Milieu. - Emplacement de la porte du Milieu (intérieur). - Poterne. - Rempart et tour. - La porte d'en Haut (extérieur). - La porte d'en Haut (intérieur). |

#### Le château

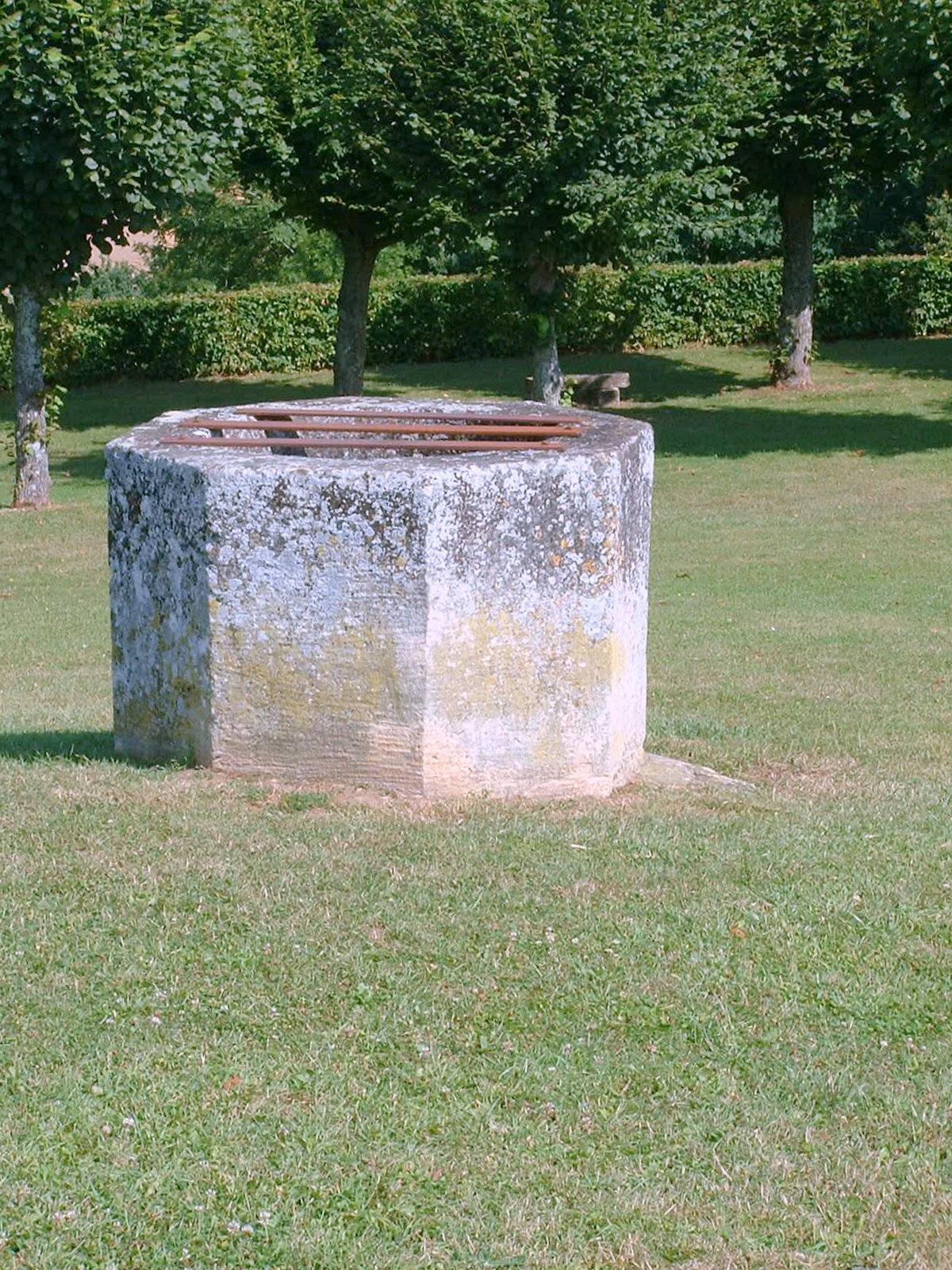
Le puits

Du château des Anséric et des ducs de Bourgogne, rien ne subsiste aujourd'hui, sinon l'ancien puits au milieu d'une grande esplanade (dite esplanade du château) qui domine toute la campagne alentour.

#### Les maisons anciennes
Au début du XXe siècle, les façades de plusieurs maisons de Montréal furent recouvertes d'un crépi réalisé avec le ciment fabriqué à Vassy, chauffé et mélangé à du sable. Ce crépi, outre son aspect inesthétique, présente la particularité d'être pratiquement indestructible tant il fait corps avec les pierres qu'il recouvre.
Le bourg de Montréal s'est développé à l'intérieur de ses enceintes fortifiées. Voici quelques-unes des maisons les plus intéressantes :
| - au 5 grande rue : maison aux pierres apparentes, avec une partie du XIVe siècle et une tour à pans coupés. | - au 10 grande rue : maison édifiée en 1606, la date est visible sur la façade dans un blason (la forme ovale signifie qu'il était celui d'une dame). Un escalier en colimaçon dans une tour du XIIIe siècle permet d'accéder à l'étage. |

- au 12 grande rue : maison avec une cave voûtée. La porte de la cave possède un double linteau cintré et débouche sur une grande pièce, qui aurait pu être une salle des gardes. Elle a ensuite servi de cave à vin, car la vigne était cultivée à Montréal et l'on a fait les vendanges jusqu'en 1950.

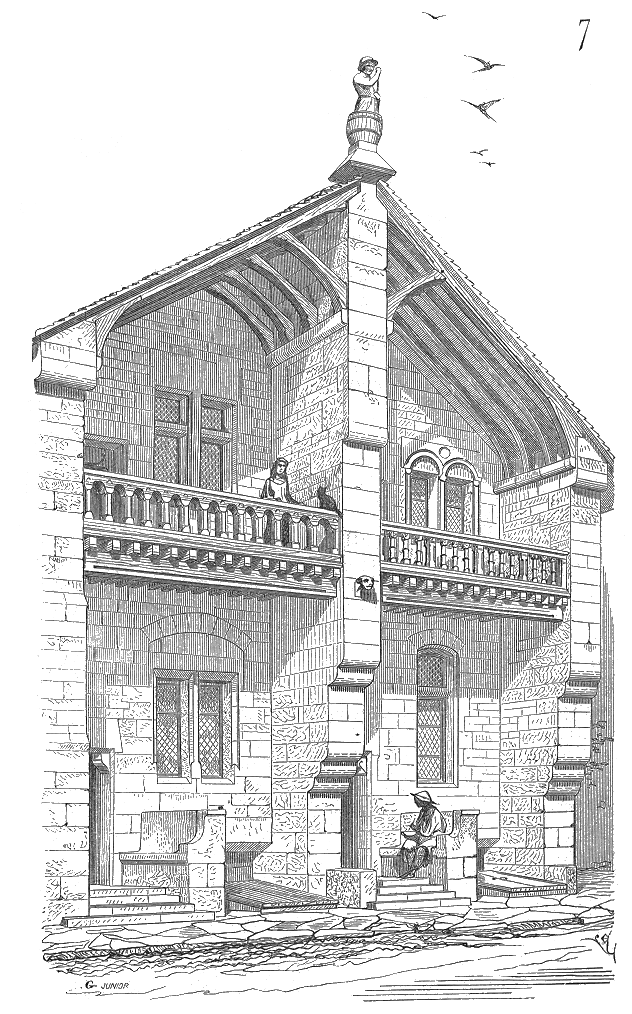
Essai de reconstitution par Viollet-le-Duc

- 18 et 20 grande rue : les plus anciennes maisons de Montréal. Elles possèdent un auvent soutenu par un pilier en encorbellement et sont adossées à un mur mitoyen. Cette particularité avait retenu l'attention de l'architecte Viollet-le-Duc :

« Il arrivait aussi que deux maisons étaient accolées avec mur mitoyen intermédiaire, comble unique à deux égouts sur deux ruelles latérales. On voit encore dans la petite ville de Montréal (Yonne) quelques maisons construites d’après ce système, et une, entre autres, proche de la porte du côté d’Avallon, qui est assez bien conservée. La fig. 6 en reproduit le plan. Cette maison double paraît remonter aux premières années du XIIIe siècle.  »
|  |

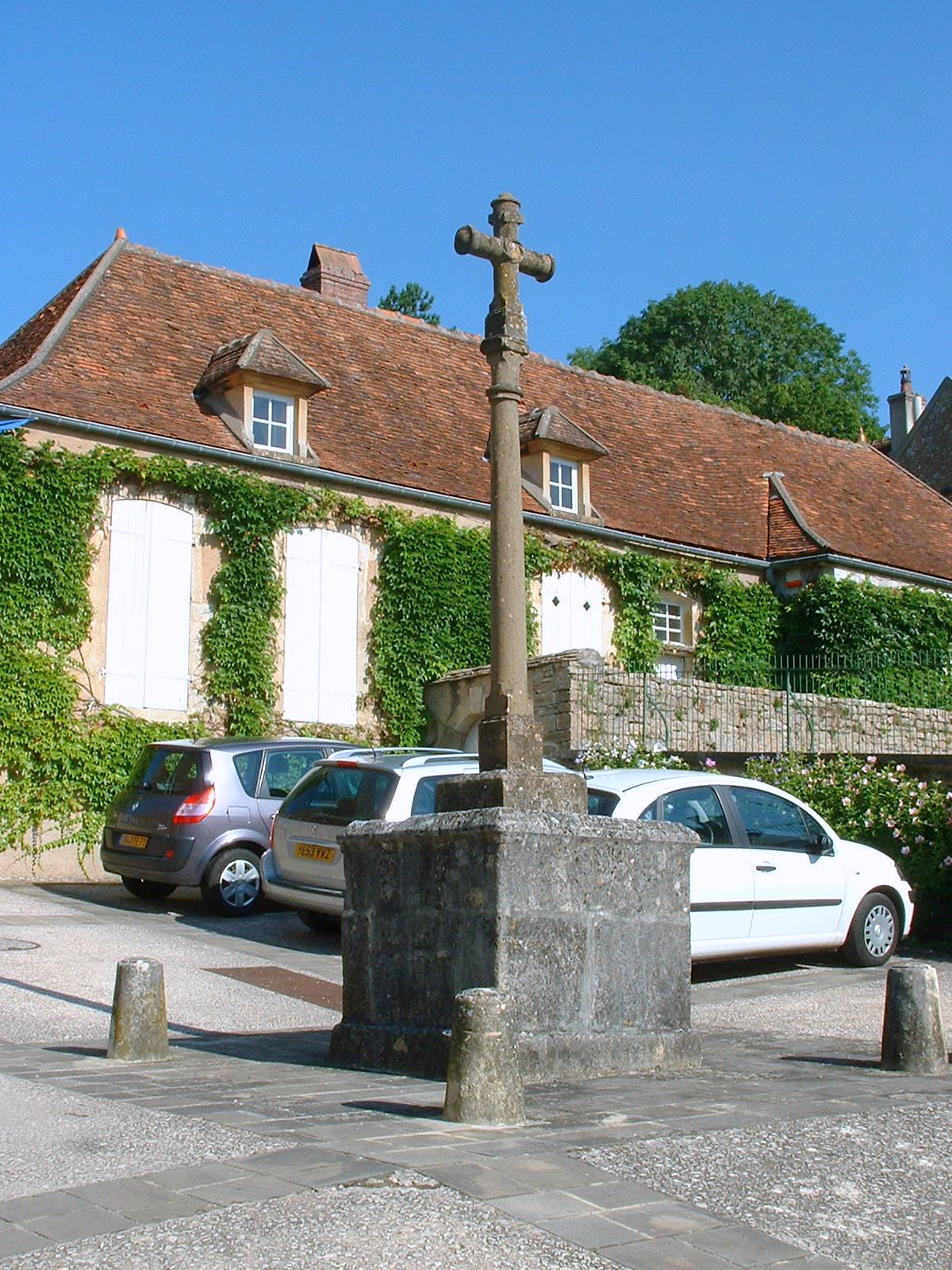
Place de la mairie

- au 22 grande rue, grande demeure avec une cour intérieure pavée et une tour ronde
- au 24 grande rue, on remarque sur la façade un beau fronton ovoïde. Une tourelle « François Ier » se trouve à l'intérieur de la maison.

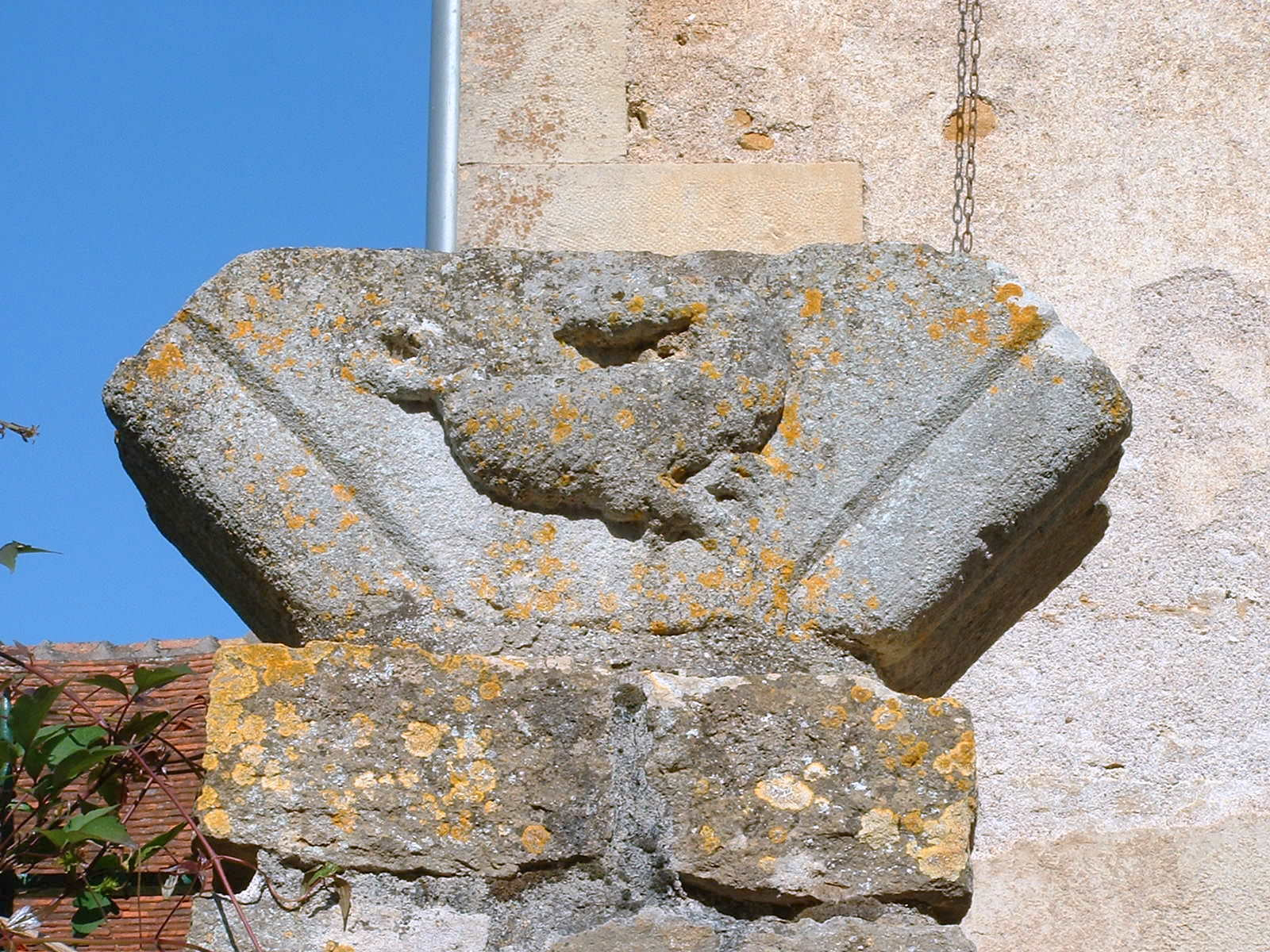
La salamandre

- place de la mairie : c'est là que se tenait l'ancienne halle. Le seul vestige de ce bâtiment est une pierre sculptée d'une salamandre, en l'honneur de François Ier qui vint plusieurs fois à Montréal.

Une fontaine était présente sur la place. La croix a été érigée le 18 avril 1781, sur un socle beaucoup plus ancien.
| - au 28 grande rue, en face de la mairie, se tient une belle maison renaissance avec des fenêtres à meneaux. Côté cour, elle possède deux tours, dont l'une abrite un escalier et l'autre des pièces superposées. | - au 30 grande rue, une maison dont la galerie a été remaniée au début des années 1900. |

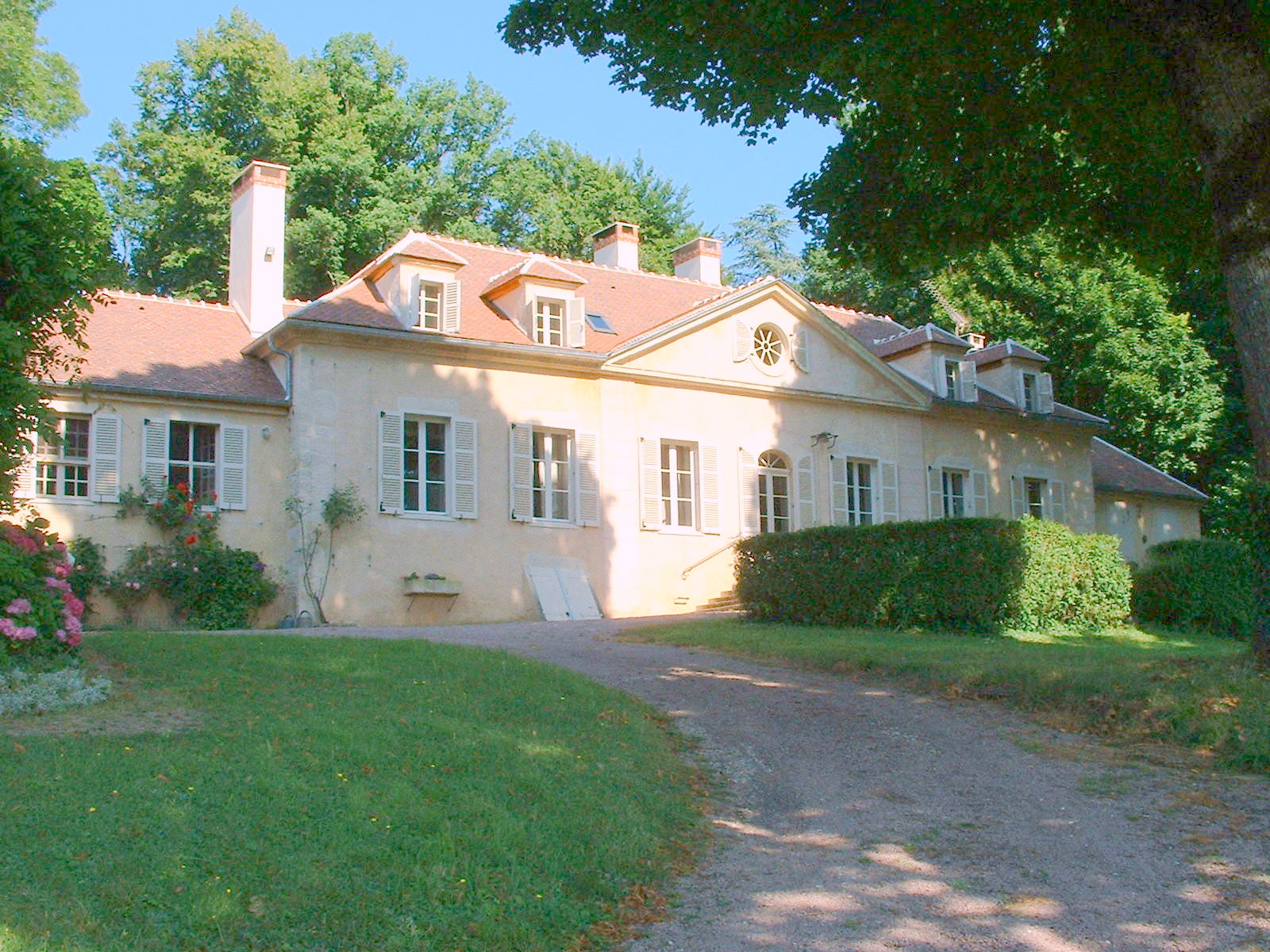

- Au 38 grande rue : c'est une maison moins ancienne que les précédentes, mais tout autant chargée d'histoire. C'est en effet ici qu'a vécu le général d'empire Pierre Joseph Habert à partir de 1817 et qu'il est mort le 19 mai 1825. Il repose dans le cimetière de Montréal.

#### Ancien village de Chérisy
En contrebas du village près du Serein se trouvait le village de Chérisy. L'implantation d'une collégiale à Montréal va peu à peu le vider de ses habitants au profit de Montréal. Aujourd'hui, il ne reste plus que la  ferme fortifiée du XVe siècle comme témoin de cette époque.

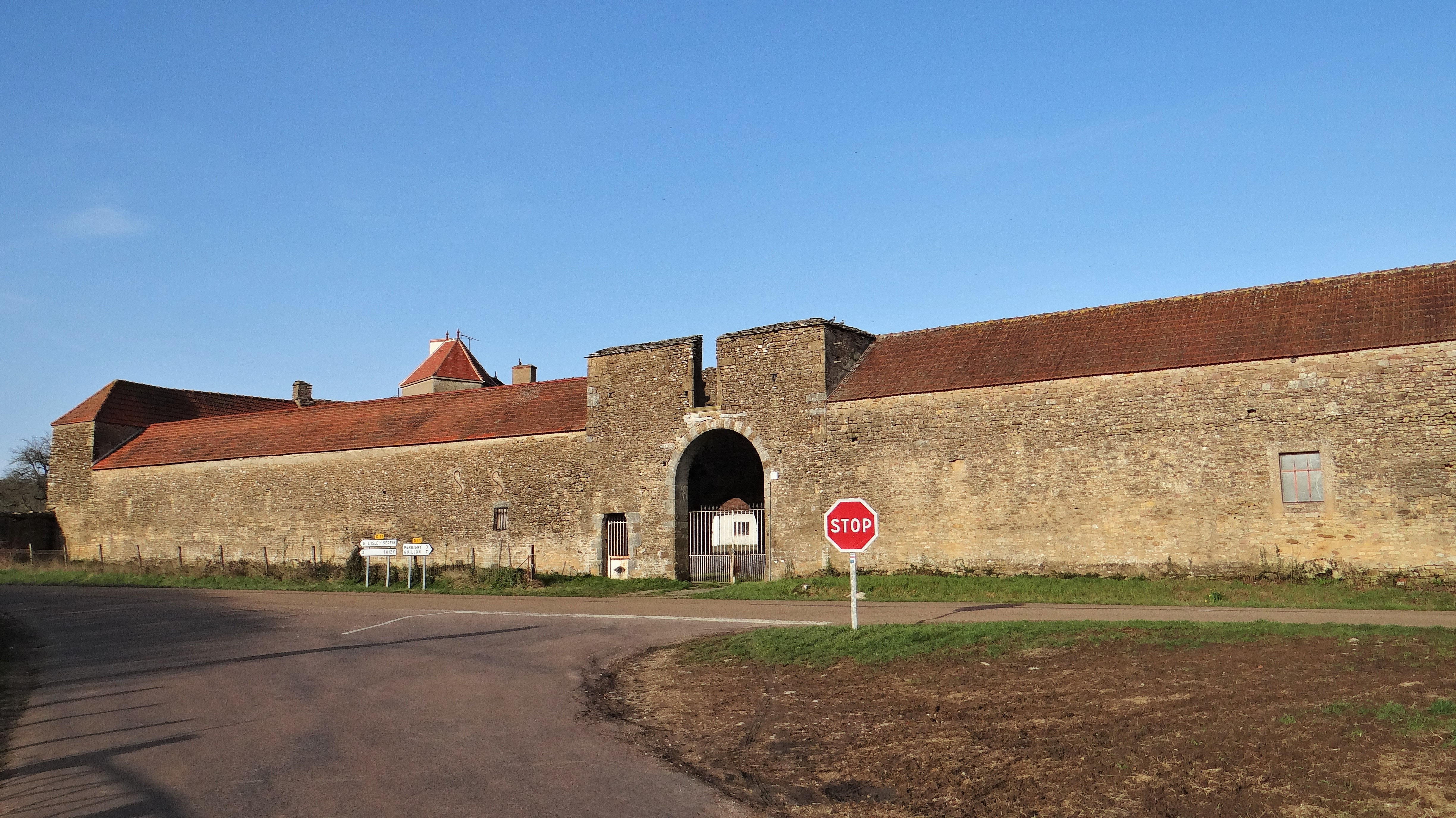
Ferme fortifiée.
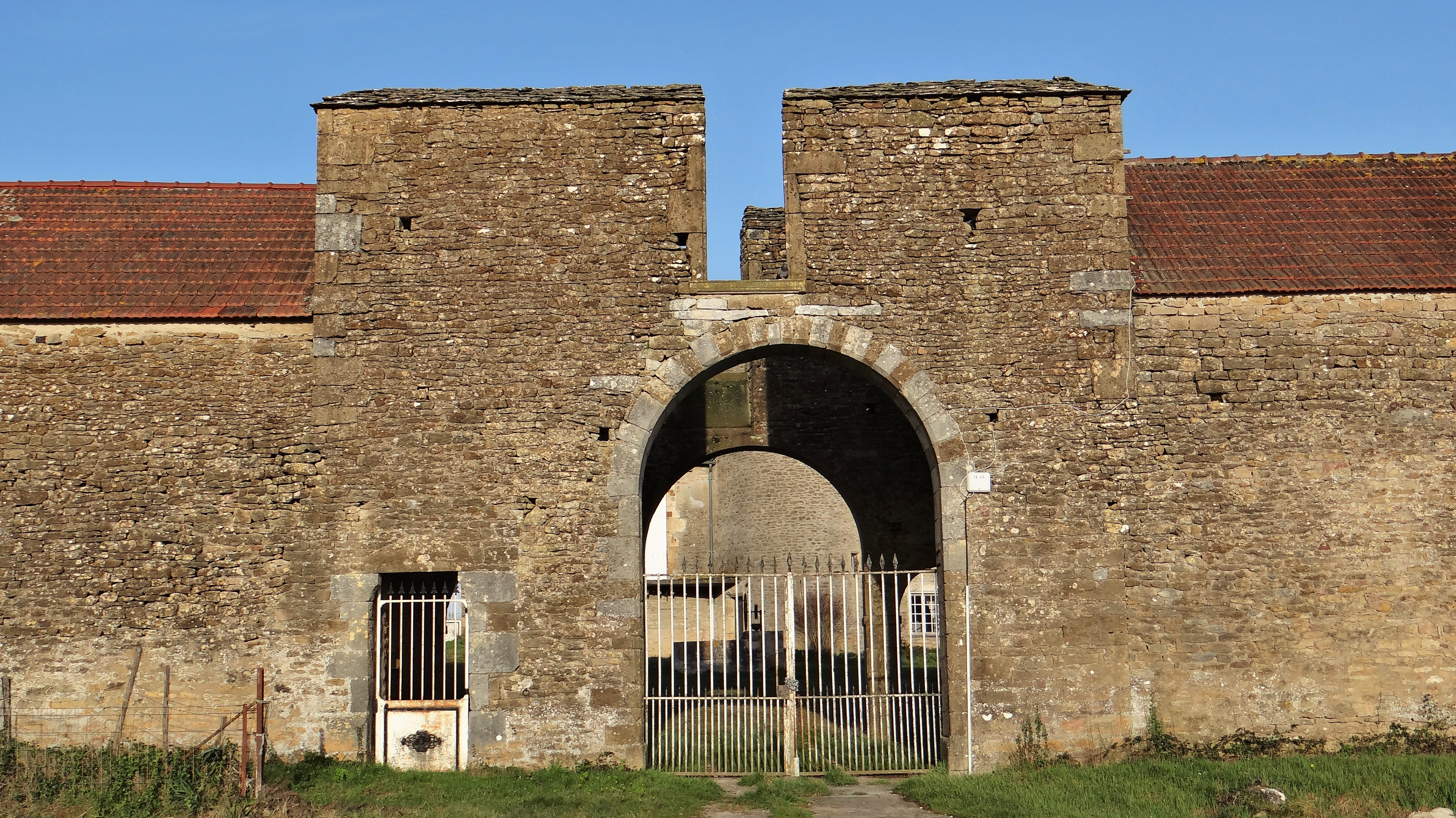
Porte d'entrée de la ferme fortifiée.

#### Le pont sur le Serein
Le pont sur le Serein, à la sortie du village en direction de Santigny, route C. D. 957 du XVIIIe siècle a été inscrit monument historique en 1983.

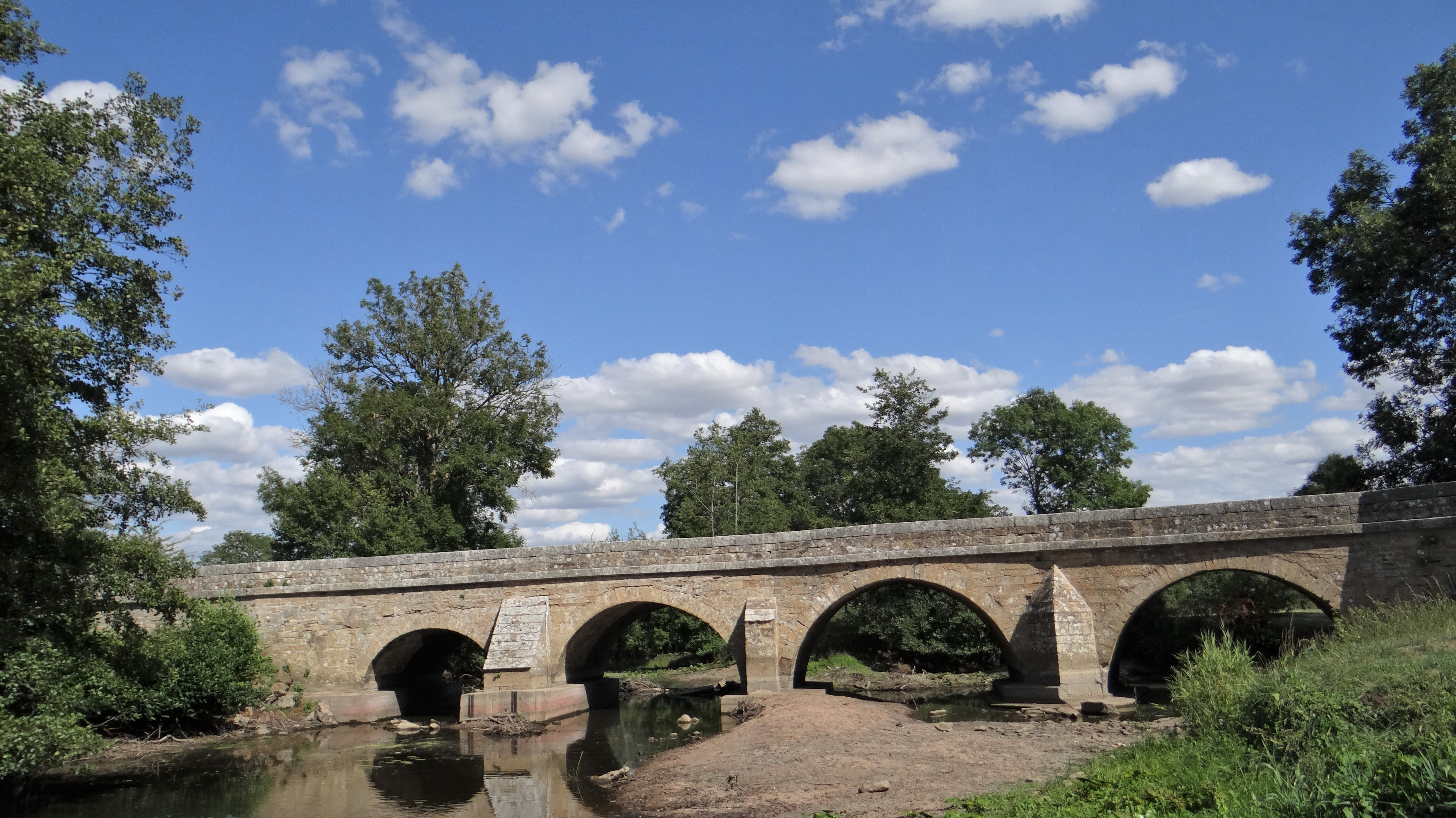
Pont sur le Serein
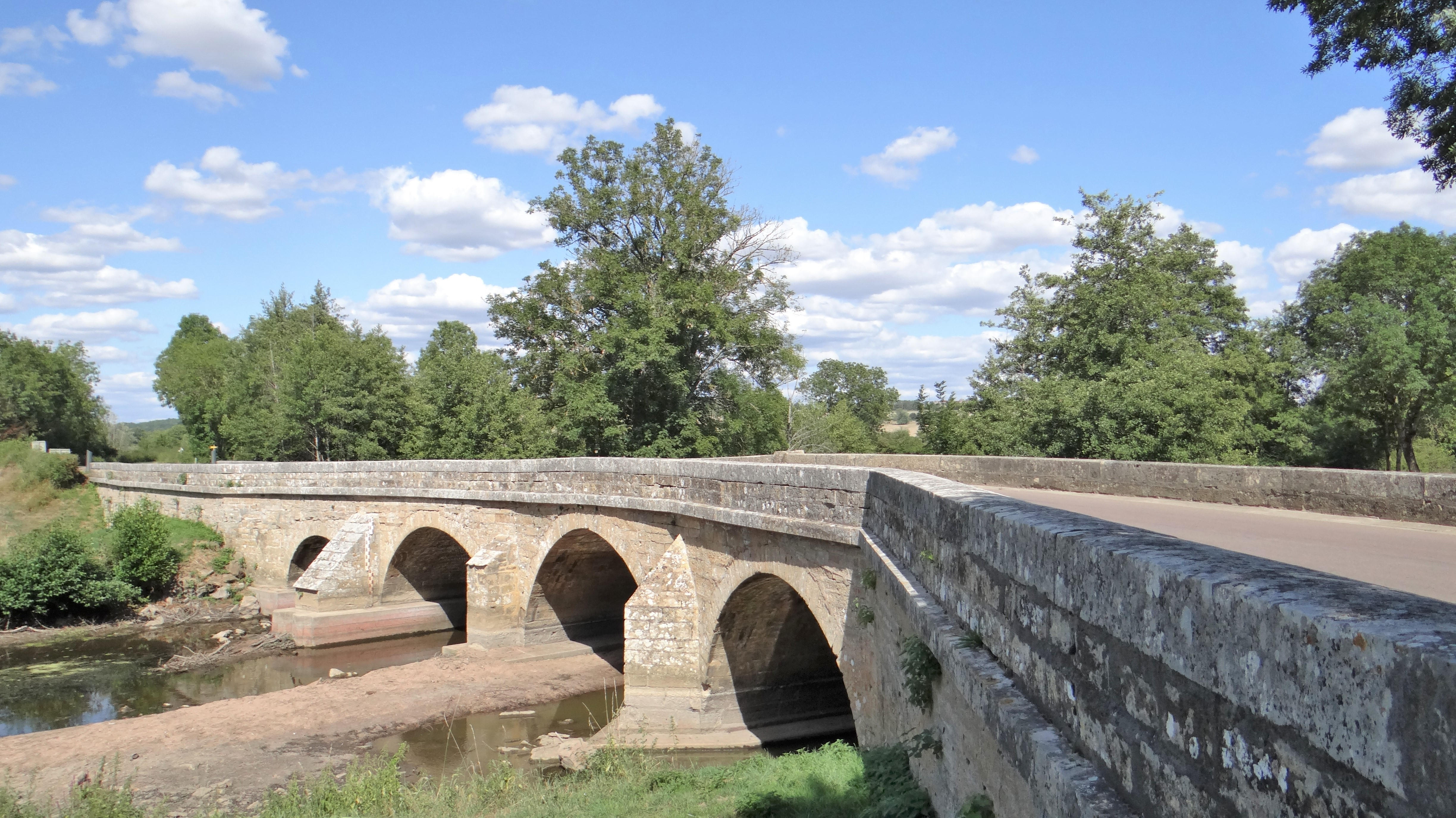
Pont sur le Serein

## Personnalités liées à la commune
- les Anséric, seigneurs de Montréal
- Maurice Barrier, acteur, décédé en avril 2020, résidait à Montréal depuis de nombreuses années
- Pierre Joseph Habert, baron, général d'Empire, a vécu à Montréal et y est enterré
- Claude Manesse, peintre et sculpteur, né à Montréal en 1939
- Hélène Manesse, actrice, née à Montréal
- Philippe Manesse, comédien et directeur de théâtre, né à Montréal
- Régis Pasquier, violoniste, réside à Montréal
- Vauban y a été éduqué par un oncle religieux.

## Pour approfondir